# Aremaranahalli, Gubbi
Aremaranahalli là một làng thuộc tehsil Gubbi, huyện Tumkur, bang Karnataka, Ấn Độ.